# Jindřich VII. Lehnický
Jindřich VII. Lehnický († 12. prosince 1398) byl biskup ladislavský a cambrajský, děkan vladislavské katedrály. Pocházel z rodu slezských Piastovců.
Byl synem lehnického knížete Václava I. a piastovny Anny Těšínské.